# IC 3945
IC 3945 ist eine linsenförmige Galaxie vom Hubble-Typ S0 im Sternbild Canes Venatici am Nordsternhimmel. Sie ist schätzungsweise 485 Millionen Lichtjahre von der Milchstraße entfernt.
Das Objekt wurde am 21. März 1903 von Max Wolf entdeckt.